# 黒船のジャズ -SAMURAI MEETS THE ENEMY-
『黒船のジャズ -SAMURAI MEETS THE ENEMY-』（くろふねのジャズ -サムライ・ミーツ・ザ・エンミー-）は、2008年2月27日に発売された日本のジャズバンド・PE'Zのカバーアルバム。発売元はapart.RECORDS。

## 解説
ジャズのスタンダード・ナンバーをカバーしたアルバムで、ヴィレッジヴァンガード×PE'Z独占商品。
インディーズ時代、PE'ZのCDを大プッシュしていたヴィレッジヴァンガードで逆輸入版「闇雲」が売れているということの恩返しとして、ヴィレッジヴァンガードでの独占販売とした。
発売1週間前（2008年2月22日）にOhyama"B.M.W"Wataruのブログにて発表、同時にツアー「PE'Z REALIVE TOUR 2008〜NOT JAZZ!! BUT PE'Z!! IT IS PE'ZZ!!〜」の開催も発表した。
2008年4月11日の『News23「金曜解放区」』に出演、収録曲を生演奏した。

## 収録曲
- 全編曲：PE'Z

1. Milestones
  - 作曲:マイルス・デイヴィス
  - News23「金曜解放区」にて生演奏
2. 枯葉
  - 作詞:ジャック・プレヴェール／作曲:ジョゼフ・コズマ
  - News23「金曜解放区」にて生演奏
3. Chameleon
  - 作曲:ハービー・ハンコック、ポール・ジャクソン、Hervey Mason、ベニー・モウピン
4. 私のお気に入り
  - 作詞:オスカー・ハマースタイン2世／作曲:リチャード・ロジャース
5. Watermelon Man
  - 作曲:ハービー・ハンコック
6. サマータイム
  - 作詞:Du Bose Heyward／作曲:ジョージ・ガーシュウィン
7. Old Devil Moon
  - 作詞:E. Y. Harburg／作曲:Burton Lane
8. Soul Bossa Nova
  - 作詞・作曲:クインシー・ジョーンズ
9. マイ・ファニー・ヴァレンタイン
  - 作詞:Lorenz Hart／作曲:リチャード・ロジャース
10. Freedom Jazz Dance
  - 作曲:Eddie Harris